# جان اینگه کیووم
جان اینگه کیووم (انگلیسی: Jon Inge Kjørum؛ زادهٔ ۲۳ مهٔ ۱۹۶۵) اسکی‌باز پرش اهل نروژ است.